# Lleu Llaw Gyffes
Lleu Llaw Gyffes var en hjälte i keltisk mytologi.
I berättelsen Math son av Mathonwy uppfostrades Lleu av sin farbror Gwydion och bedrogs senare av sin hustru Blodeuedd.